# Klára Dobrev

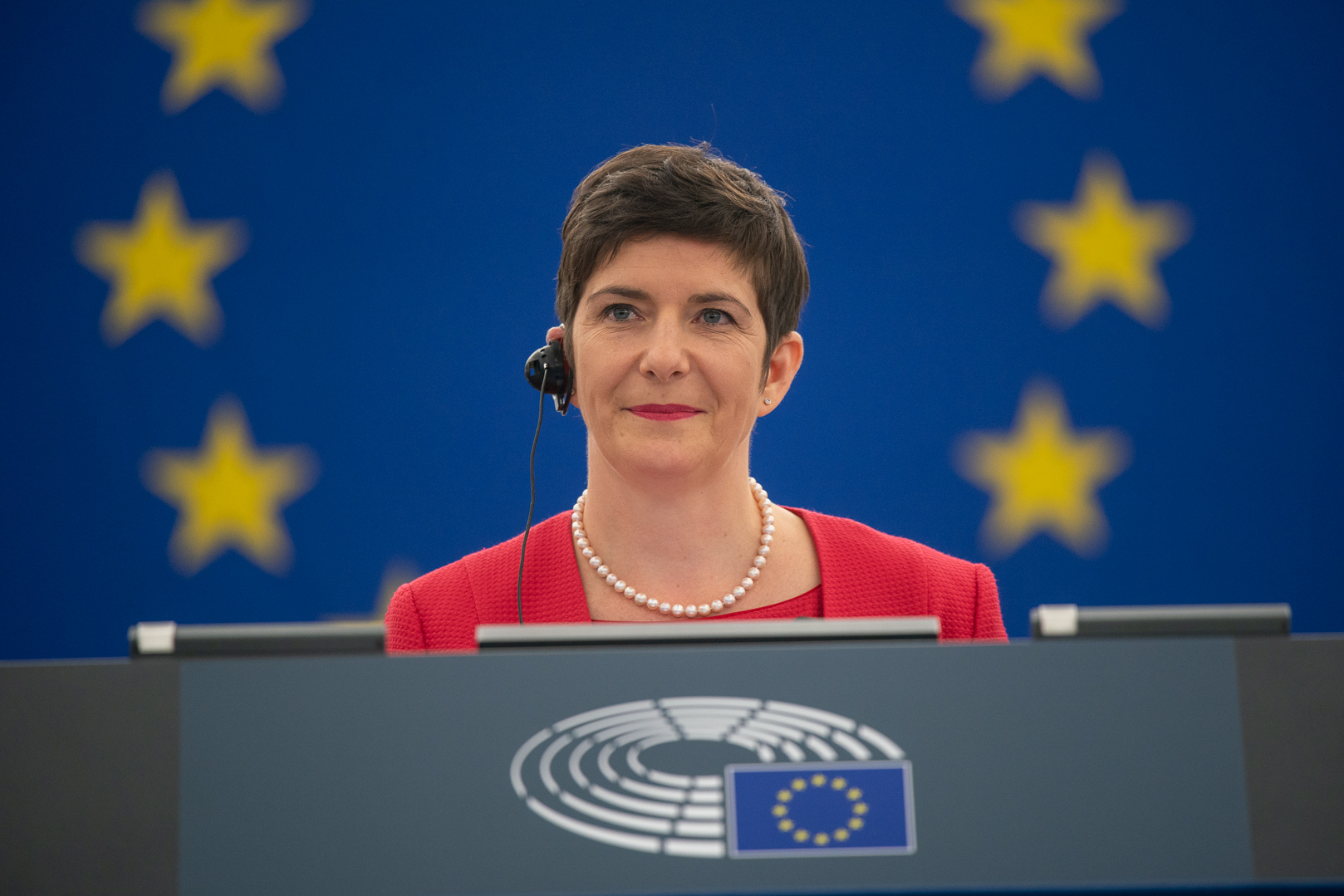
Klára Dobrev leitet als stellvertretende Parlamentspräsidentin eine Sitzung des Europäischen Parlaments (2019)

Klára Dobrev (* 2. Februar 1972 in Sofia, Bulgarien) ist eine ungarische Wirtschaftswissenschaftlerin und Politikerin (DK). Bei der Europawahl 2019 wurde sie als Abgeordnete ins Europäische Parlament gewählt und war Vizepräsidentin des Parlaments. Sie ist mit dem früheren ungarischen Premierminister Ferenc Gyurcsány verheiratet. Sie war Kandidatin für die Vorwahl der Premierministerinnenkandidatur der vereinigten Opposition im September–Oktober 2021 für die Parlamentswahl 2022, unterlag in der Stichwahl jedoch ihrem Konkurrenten Péter Márki-Zay.

## Leben

### Jugend und Ausbildung
Klára Dobrev wurde 1972 als Tochter der Ungarin Piroska Apró und des Bulgaren Petar Dobrev in Sofia geboren und wuchs in Ungarn und Bulgarien auf. Sie studierte an der Universität für Wirtschaftswissenschaften (heute Corvinus-Universität) sowie an der Fakultät für Politik- und Rechtswissenschaften der Eötvös-Loránd-Universität in Budapest. Später promovierte sie im Bereich Finanzrecht.

### Berufliche Karriere
Nach ihrem Studium war Dobrev unter anderem im Büro des späteren Ministers ohne Geschäftsbereich Etele Baráth und als Büroleiterin des späteren Finanzministers Tibor Draskovics (beide MSZP) angestellt. Parallel arbeitete sie als Rechtsberaterin bei der Firma Altus Investments ihres späteren Mannes Ferenc Gyurcsány. Von 1995 bis 2000 übte sie eine leitende Position im ungarischen Finanzministerium aus. Vor der Parlamentswahl 2002 war sie Stabschefin des erfolgreichen Wahlkampfs der Sozialisten um Péter Medgyessy. Unter der neuen Regierung wurde sie stellvertretende Leiterin des Nationalen Entwicklungsamts (Nemzeti Fejlesztési Hivatal), wo auch EU-Subventionen in ihre Zuständigkeit fielen.
Als Gyurcsány nach dem Rücktritt Medgyessys im September 2004 Ministerpräsident wurde, trat Klára Dobrev von ihren Ämtern zurück und leitete fortan die „Stiftung für gesunde Gemeinden“ (Alapítvány az Egészséges Településekért) sowie die ungarische Sektion von UN Women. 2009 wurde sie Geschäftsführerin von Altus Investments. Dobrev war 2013 Teil der BBC-Serie 100 Women.

### Einzug ins Europaparlament

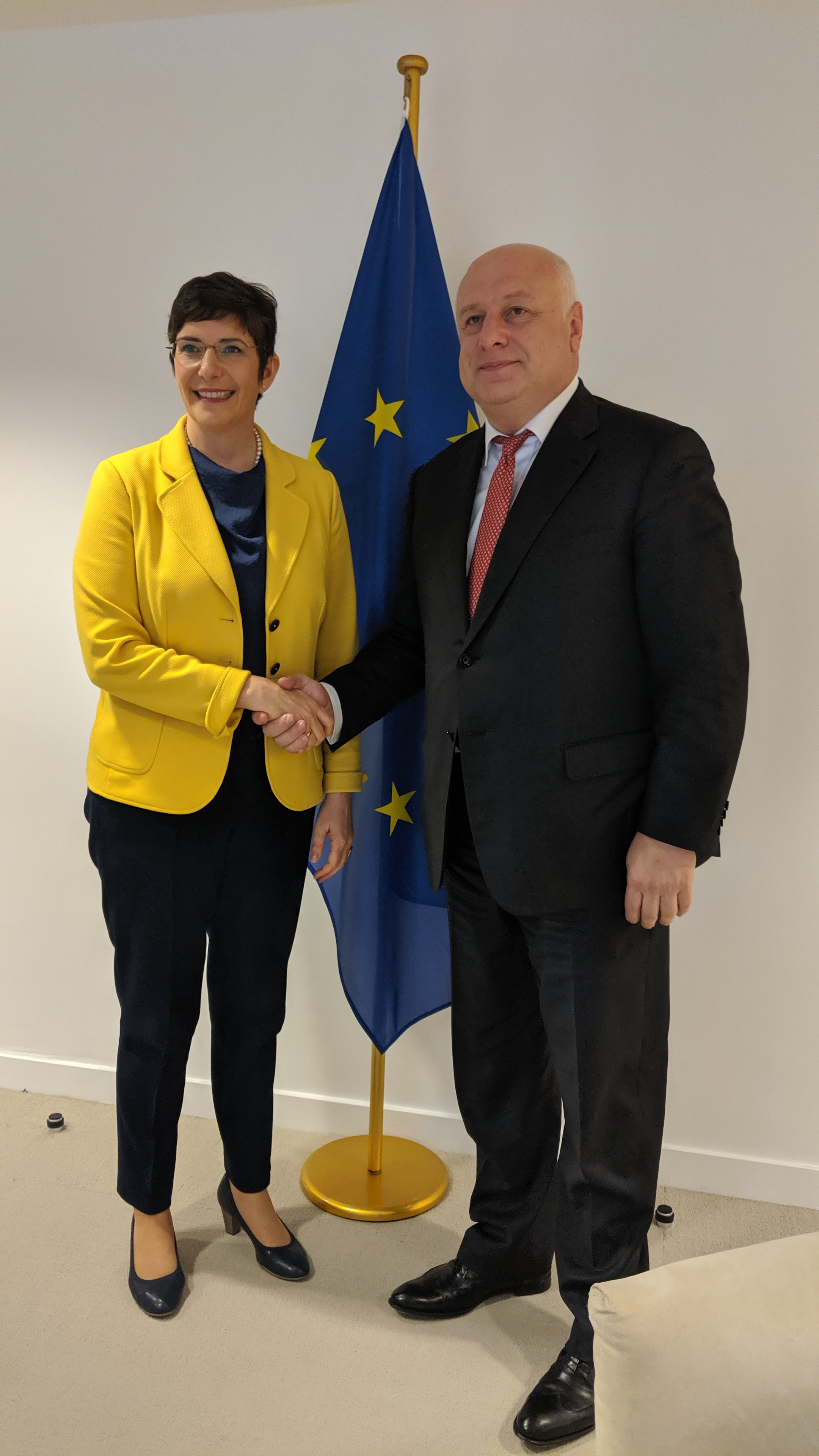
Dobrev zusammen mit Giorgi Tsereteli, dem Präsidenten der Parlamentarischen Versammlung der OSZE

Zur Europawahl in Ungarn 2019 trat Dobrev als Spitzenkandidatin der Demokratikus Koalíció (DK), die Gyurcsány acht Jahre zuvor gegründet hatte, erstmals für ein politisches Wahlamt an. Im Wahlkampf trat sie für das Konzept der Vereinigten Staaten von Europa ein. Die DK erreichte etwa 16 % der Stimmen, sodass Dobrev ins Europaparlament einzog. Sie trat der Fraktion der Progressiven Allianz der Sozialdemokraten (S&D) bei, die sie für eines der 14 Stellvertretenden-Ämter des Parlamentspräsidenten nominierte und die Abstimmung dazu gewann. Neben ihrer Funktion als stellvertretende Parlamentspräsidentin war sie des Weiteren auch Mitglied im Ausschuss für Beschäftigung und soziale Angelegenheiten sowie stellvertretendes Mitglied im Ausschuss für bürgerliche Freiheiten, Justiz und Inneres.
Nach ihrer Wiederwahl bei der Europawahl 2024 ist sie in der 10. Legislaturperiode (2024–2029) Mitglied im Ausschuss für regionale Entwicklung und im Ausschuss für konstitutionelle Fragen sowie stellvertretendes Mitglied im Ausschuss für Beschäftigung und soziale Angelegenheiten. Sie ist zudem Mitglied der Delegation in der Parlamentarischen Partnerschaftsversammlung EU-Vereinigtes Königreich.

## Persönliches
Dobrev ist seit 1994 mit Ferenc Gyurcsány verheiratet, der von 2004 bis 2009 als Ministerpräsident von Ungarn amtierte. Das Paar hat drei gemeinsame Kinder.
Ihr Großvater mütterlicherseits, Antal Apró, war einer der führenden kommunistischen Politiker während der Ära Kádár. Ihre Mutter, ebenfalls Wirtschaftswissenschaftlerin, arbeitete zum Zeitpunkt von Klára Dobrevs Geburt in der ungarischen Handelsvertretung in Sofia und war ab 1988 stellvertretende ungarische Finanzministerin.
Dobrev spricht fließend Deutsch.